# ألان مويزان
ألان مويزان (بالفرنسية: Alain Moizan)‏ (18 نوفمبر 1953 في سانت لويس) لاعب كرة قدم فرنسي الجنسية سنغالي المولد معتزل كان يجيد اللعب في خط الوسط .
في مسيرته الرياضية مع الأندية شارك في أنغوليم ، موناكو ، ليون ، سانت إتيان ، باستيا ، وكان من 1975 إلى 1988 . توج مع نادي موناكو ببطولة دوري الدرجة الأولى موسم 1977-1978 وبطولة كأس فرنسا موسم 1979-1980 . على المستوى الدولي شارك مع منتخب فرنسا في 7 مباريات من 1979 إلى 1981 . بعد اعتزاله لعب كرة القدم اتجه للتدريب حيث قام بتدريب نادي باستيا وليون دوتشير الهاوي ومنتخبي مالي ومنتخب موريتانيا .

## روابط خارجية
- ألان مويزان على موقع قاعدة بيانات كرة القدم.إي يو (الإنجليزية)
- ألان مويزان على موقع ناشيونال فوتبول تيمز (الإنجليزية)
- ألان مويزان على موقع عالم كرة القدم.نت (الإنجليزية)